# Haaghof (Markt Erlbach)
Haaghof ist ein Gemeindeteil des Marktes Markt Erlbach im Landkreis Neustadt an der Aisch-Bad Windsheim (Mittelfranken, Bayern). Haaghof liegt in der Gemarkung Jobstgreuth.

## Geografie
Circa 250 Meter westlich der Einöde entspringt der Riegersbach, ein linker Zufluss des Steinbachs, der wiederum ein linker Zufluss der Zenn ist. Der Ort ist ringsum von Wald umgeben: im Norden und Westen der Oberndorfer Gemeindewald, im Osten der Stockschlag und im Süden der Leimenschlag. Die Staatsstraße 2252 führt nach Linden (2,5 km östlich) bzw. nach Mailheim (5 km westlich). Eine Gemeindeverbindungsstraße führt zum Waldhaus (1,4 km südöstlich).

## Geschichte
Haaghof bestand schon vor dem Dreißigjährigen Krieg, ist aber während der Kriegswirren verödet. Im Jahre 1710 kaufte der brandenburg-bayreuthische Wildmeister Johann Grebner das Anwesen und errichtete darauf einen Hof. Der heutige Hof stammt aus dem Jahr 1826.
Von 1797 bis 1810 unterstand der Ort dem Justizamt Markt Erlbach und Kammeramt Neuhof. Im Rahmen des Gemeindeedikts wurde Haaghof dem 1811 gebildeten Steuerdistrikt Linden und der 1813 gegründeten Ruralgemeinde Jobstgreuth zugeordnet. Am 1. Januar 1972 wurde Haaghof im Zuge der Gebietsreform in Bayern nach Markt Erlbach eingemeindet.

### Baudenkmal
- Haus Nr. 1 und 2: Gasthof[8]

### Einwohnerentwicklung
| Jahr      | 001818 | 001840 | 001861 | 001871 | 001885 | 001900 | 001925 | 001950 | 001961 | 001970 | 001987 | 002017 | 002023 |
| Einwohner | 20     | 23     | 15     | 19     | 16     | 14     | 11     | 17     | 10     | 15     | 11     | *12    | *10    |
| Häuser    | 3      | 5      |        |        | 2      | 2      | 3      | 2      | 2      |        | 2      |        |        |
| Quelle    | [ 10 ] | [ 11 ] | [ 12 ] | [ 13 ] | [ 14 ] | [ 15 ] | [ 16 ] | [ 17 ] | [ 18 ] | [ 19 ] | [ 20 ] |        | [ 1 ]  |

## Religion
Der Ort ist evangelisch-lutherisch geprägt und bis heute nach St. Leonhard (Linden) gepfarrt. Die Katholiken gehören zur Kirchengemeinde Maria Namen (Markt Erlbach), die ursprünglich eine Filiale von St. Michael (Wilhermsdorf) war und seit 2019 eine Filiale von St. Johannis Enthauptung (Neustadt an der Aisch) ist.